# Гжельский переулок
Гже́льский переу́лок — улица в центре Москвы в Таганском районе между Волочаевской улицей и улицей Золоторожский Вал.
Назван в конце XIX века по жившим здесь выходцам из подмосковного села Гжель — центра производства фарфоровых изделий с характерным синим рисунком. Прежнее название — Безымянный переулок.
Гжельский переулок начинается от Андроньевского проезда и Волочаевской улицы, проходит на восток, направо к ней примыкает улица Прямикова. Заканчивается на улице Золоторожский Вал.
Долгое время (как минимум с 1980 года) был закрыт свободный проход и проезд по участку переулка, проходившему по территории предприятия, относившегося к НИАТу. В ноябре 2020 года этот участок открылся. По состоянию на 2021 год территорию между переулком и улицей Сергия Радонежского планируется преобразовать в арт-кластер.

## Примечательные здания и сооружения
По нечётной стороне:
- № 11 — клуб «Красный химик»;

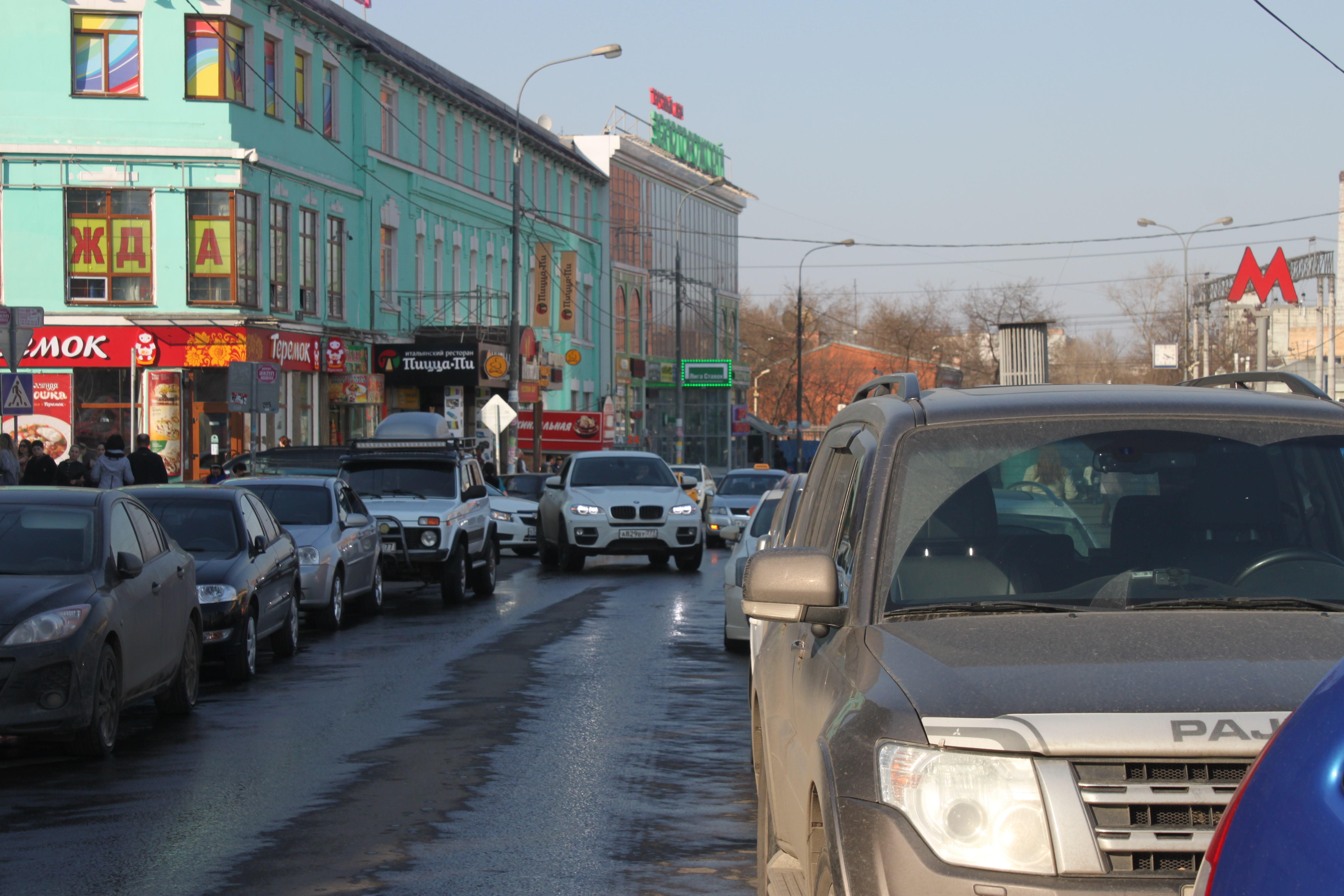
Вид с Рогожской Заставы

- № 13А — Национальный институт авиационных технологий (НИАТ); Спецлиттех; журналы «Библиотечка литейщика», «Литейное производство», «Металлургия машиностроения»; бывшее здание Церкви Сергия и Вакха Сергие-Вакхской старообрядческой общины.